# Дело об аресте лётчиков в Таджикистане (2011)
Дело об аресте лётчиков в Таджикистане возникло в марте 2011 года, когда два транспортных самолёта Ан-72 российской авиакомпании Rolkan Investments Ltd (зарегистрирована в офшоре на Виргинских островах), арендованных компанией из ОАЭ Aerospace Consortium по с контракту с грузинской Supreme Food, завершив контракт на перевозку продуктов и гуманитарной помощи в Афганистан, вылетели из Кабула (ввиду истечения контракта лётчикам необходимо было покинуть стояночную территорию) в аэропорт города Курган-Тюбе (80 км к югу от Душанбе). Командирами экипажей были Владимир Садовничий (гражданин России) и Алексей Руденко (гражданин Эстонии). Предварительно они получили устное разрешение пересечь границу Таджикистана.
В точке пересечения границы командир экипажа головного Ан-72 В. Садовничий связался с диспетчерами «Таджикаэронавигации», однако те ему сообщили, что о разрешении ничего не знают, поэтому самолёт должен вернуться в Кабул. Вернуться в Кабул самолёты уже не могли, ввиду риска нехватки топлива (от той точки, где находился первый самолёт, до ближайшего афганского в Мазари-Шариф было 190 км, а до Курган-Тюбе 142 км). Владимир Садовничий, в целях безопасности членов экипажа и самолёта, принял решение о запросе вынужденной посадки в аэропорту Курган-Тюбе.
Так же поступил командир второго воздушного судна А. Руденко. Разрешение было получено. Однако, после приземления, в самолёт зашли семеро должностных лиц и осмотрели самолёт, после этого экипажи были задержаны сотрудниками Комитета национальной безопасности Таджикистана, а самолёты арестованы.

## Обвинение и расследование
Спустя два месяца после задержания лётчиков обвинили в незаконном пересечении границы, нарушении правил международных полётов и контрабанде (где в качестве контрабанды фигурировал перевозимый двигатель от АН-72, выработавший свой моторесурс). Обвинение утверждало, что на борту одного из Ан-72, на которых пилоты совершили вынужденную посадку в Курган-Тюбе, был обнаружен нелегальный двигатель. Также, по версии прокуроров, самолёты нелегально покинули Кабул, поскольку их самолёты не имели никаких регистрационных документов.
В ходе расследования выяснилось, что эти самолёты могли быть задержаны в любой другой стране — международные авиационные власти объявили летательные машины в розыск ещё в 2010 году как запрещённые к эксплуатации.
ГП «КБ Антонов» сообщило, что арестованные самолёты являются военно-транспортными и срок их эксплуатации истек ещё в 1999 году. По их словам, в 2010 году они обратились в Государственную авиационную администрацию Украины с просьбой сообщить в Международную организацию гражданской авиации, что самолёты Rolkan Investments Ltd не поддерживают лётную годность и их эксплуатировать запрещено.

Власти Афганистана задержали третий самолёт компании Rolkan.
Генеральный директор компании Rolkan Investmens Ltd. Сергей Полуянов заявил, что в ходе следствия таджикские власти шантажировали руководство авиакомпании: «С самого начала после посадки в Курган-Тюбе нам говорили: ребята, никаких проблем, все уладится. Но через некоторое время они нам стали откровенно угрожать — или по-хорошему оставьте нам самолёты, или лётчики получат 10 лет тюрьмы».

## Суд
Суд над Садовничим и Руденко начался в октябре 2011 года. Прокурор требовал назначить им 13 лет лишения свободы.
8 ноября 2011 был вынесен приговор. Лётчиков российской авиакомпании осудили на 8,5 лет колонии строгого режима.
«Судья приговорил их к десяти с половиной годам заключения, но применил амнистию и назначил восемь с половиной лет каждому», — пояснил адвокат лётчиков Гулом Бобоев (некоторые СМИ называют его Гулям Бабаев).
Своей вины они не признали, назвав приговор абсурдным.
Защита лётчиков обжаловала приговор городского суда Курган-Тюбе — адвокат Г. Бобоев подал кассационную жалобу на 50 листах.

## Реакция
Россия назвала приговор лётчикам «необоснованным» и «политически ангажированным».
14 ноября президент России Дмитрий Медведев призвал своего таджикского коллегу к диалогу по вопросу по «делу лётчиков». Он заявил, что «решение по этому делу вызывает большое количество вопросов — как с точки зрения самого состава преступления, так и с точки зрения того, как этот процесс проходил» и пригрозил принять в отношении Таджикистана меры, в том числе «асимметричные».
16 ноября суд города Курган-Тюбе передал материалы дела лётчиков для пересмотра приговора в Хатлонский областной суд.
17 ноября Госдума РФ осудила приговор пилотам Ан-72 и потребовала их освобождения из тюрьмы Таджикистана.
В ответ на официальный запрос Прокуратуры Хатлонской области Таджикистана в Генпрокуратуру России Россия отказалась выдать Душанбе, в рамках «дела пилотов», ещё одного россиянина, Сергея Полуянова — руководителя авиакомпании Rolkan Investsments Ltd.
Через несколько дней после вынесения приговора было задержано порядка 300 граждан Таджикистана, работавших в городах России.
11 ноября директор ФМС РФ Константин Ромодановский объявил о высылке из России 100 таджикских граждан, незаконно находящихся в России. 10 ноября в Москве за нарушение миграционного законодательства были задержаны ещё 134 гражданина Таджикистана. СМИ связали эти факты с делом Садовничего и Руденко, однако на пресс-конференции по итогам саммита АТЭС президент РФ Дмитрий Медведев прокомментировал высылку таджикских граждан за миграционные нарушения так: «Я считаю, что это нужно делать не периодически, а постоянно. Я считаю, что это просто совпадение».
Также у трудовых мигрантов из Таджикистана начались проблемы с получением разрешений на работу в РФ.
Действия ФМС РФ подвергла резкой критике Федерация мигрантов России, а также правозащитники Лев Пономарев и Людмила Алексеева.
Главный государственный санитарный врач России Геннадий Онищенко заявил, что у трудовых мигрантов из Таджикистана якобы выявляют много случаев заболевания ВИЧ-инфекцией и туберкулёзом и «естественным в данном случае выходом может стать рассмотрение вопроса о полном запрете на использование трудовой миграции из этого государства до решения вопроса о создании там хотя бы минимальных условий здравоохранения».
К претензиям Роспотребнадзора добавилось (с 21 ноября) и недовольство Россельхознадзора — там озабочены качеством сельскохозяйственных продуктов из Таджикистана. Российская сторона направила просьбу о проведении расследования по случаю нарушений фитосанитарных требований.
17 ноября генеральный прокурор Таджикистана Шерхон Салимзода заявил: «С учетом исключительности данного случая и исключительности обстоятельств, судебный приговор пилотам Rolkan будет в значительной мере смягчён судом вышестоящей инстанции».
В это же время Федерация мигрантов России сообщила, что в Москве и российских регионах прекратились адресные рейды по проверке мигрантов-таджиков: в последние дни не поступило ни одной жалобы (всего же, по данным Федерации, с середины ноября было задержано около полутора тысяч человек).
21 ноября глава комитета Госдумы по международным делам Константин Косачёв заявил, что Душанбе в истории с задержанными лётчиками ввёл в заблуждение Москву — вопреки обещаниям, дело было доведено до приговора и лётчики получили длительные тюремные сроки.

## Освобождение
22 ноября кассационной комиссией срок лишения свободы Садовничего и Руденко был уменьшен до 2,5 лет, а затем ещё на два года по действующей в Таджикистане амнистии. Оставшиеся полгода лётчики, задержанные в марте 2011-го, уже отбыли во время предварительного заключения и поэтому они были освобождены в зале суда.
24 ноября освобождённые пилоты вернулись из Таджикистана домой.

## Версии о причинах дела

### Освобождение Хуккумова-сына
Существует версия, что приговор стал местью некоторых высокопоставленных таджикских чиновников за своих родственников. В 2010 году подмосковный суд в городе Щёлково приговорил к 9,5 годам исправительной колонии четверых молодых таджиков — Фархода Авгонова, Музаффара Алиева, Фаридуна Сангиева и Рустама Хукумова, у которых было обнаружено при задержании около 10 килограммов афганского героина. Рустам Хукумов оказался не банальным гастарбайтером, а сыном начальника железной дороги Таджикистана Амонулло Хукумова. Более того, представитель таджикской «золотой молодёжи» был родственником президента Таджикистана Эмомали Рахмона: они — выходцы из Кулябской области (именно кулябцы занимают сейчас все ключевые посты в правительстве республики), а родной брат Рустама Хукумова женат на дочери таджикского президента.
Переговоры о выдаче наркодельцов тогда ни к чему не привели. Через полгода после осуждения этой четвёрки были арестованы российские пилоты, которых приговорили практически к таким же срокам, как и президентского родственника. Апелляцию на приговор наркоторговцам таджикская сторона подала почти одновременно с началом процесса над Садовничим и Руденко.